# Reseda paui
Reseda paui là một loài thực vật có hoa trong họ Resedaceae. Loài này được Valdés Berm. & Kaercher miêu tả khoa học đầu tiên năm 1984.